# Cuork - Viaggio al centro della coppia
Cuork - Viaggio al centro della coppia è stato un comedy talk show di LA7 condotto da Alessandro Bianchi del duo comico Bianchi e Pulci e andato in onda tra il 2009 e il 2010 che trattava della satira sulla vita a due. Il programma è stato ideato da Gennaro Nunziante per la regia di Sergio Colabona.
Facevano parte del cast del programma Francesca Macrì, Laura Forgia, Carlo Negri, Rocco Barbaro. Tutti interpretavano un ruolo prestabilito.
Il programma aveva come macroargomento la coppia; era strutturato con i lanci della comedy fiction che parlava dell'argomento della serata; poi c'erano le interviste e le opinioni del pubblico ma anche le parodie.